# Gyümölcsfalevél-zsákosmoly
A gyümölcsfalevél-zsákosmoly (Coleophora hemerobiella) a valódi lepkék (Glossata) alrendjébe tartozó zsákhordó molyfélék (Coleophoridae) családjába tartozó 182, hazánkban is honos faj egyike.

## Elterjedése, élőhelye
Tipikusan európai faj, de hazánkban csak szórványosan fordul elő.

## Megjelenése
Szürkés szárnyain elmosódott sötétebb mintákat figyelhetünk meg. A szárny fesztávolsága 12–14 mm.

## Életmódja
Életciklusa kétéves, mindkétszer a hernyó telel át. A fiatal hernyó ehhez U alakú, az idősebb pedig hajlított zsákot formál magának. A lepkék júliusban, éjszaka rajzanak. A mesterséges fény vonzza őket.
Polifág faj, amely főleg a rózsaféléket (Rosacea) kedveli. A hernyó aknázó életmódja meglehetősen szokatlan. Fiatal korában foltaknát rág a tápnövény levelébe majd ezt felhasználva zsákot készít az epidermiszből, és ebben a zsákban telel át. A vegetációs időszakban a zsák anyagát eszi. A másodéves lárvák gyakran apró lyukakat rágnak a 20–30 mm-es gyümölcsbe, ami ezért torzan fejlődik.
Fontosabb tápnövényei a:
- Prunus
- Pyrus
- Malus
- Crataegus
- Cotoneaster

nemzetségek fajai. Időnként gyümölcsfákat is károsít.

## Külső hivatkozások
- Mészáros Zoltán – Szabóky Csaba: A magyarországi molylepkék gyakorlati albuma. Budapest: Agroinform. 2005.  arch Hozzáférés: 2018. április 6. (PDF)